# Concours Eurovision de la chanson 2011
Pour les articles homonymes, voir Eurovision 2011.
Feel Your Heart Beat!
- Pays participants qualifiés pour la finale
- Pays participants éliminés en demi-finale
- Pays ayant participé dans le passé

Oslo 2010 Bakou 2012
Le Concours Eurovision de la chanson 2011 est la 56e édition du concours. Il a lieu à Düsseldorf, en Allemagne à la suite de la victoire de Lena Meyer-Landrut à l'Eurovision 2010 avec la chanson Satellite. Les demi-finales ont lieu les 10 et 12 mai 2011 et la finale se déroule le 14 mai 2011. Le slogan de cette édition est Feel Your Heart Beat! (en français Écoute ton cœur battre !).
L'Azerbaïdjan remporte cette édition avec la chanson Running Scared, interprétée par Ell & Nikki, avec un total de 221 points. C'est la première victoire du pays à l'Eurovision. 
L'Italie arrive deuxième avec 189 points et la Suède termine troisième avec 185 points. L'Ukraine et le Danemark complètent le Top 5.

## Préparation du concours
L'Allemagne, qui a remporté l'édition 2010, se charge de l’organisation de l’édition 2011. C'est la première fois qu'un des « Big Four » (les quatre plus importants contributeurs financiers de l'UER - l'Allemagne, l'Espagne, la France et le Royaume-Uni) organise le concours, depuis l'instauration de la règle en 2000.

### Lieu
- Aire de diffusion de la Norddeutscher Rundfunk (NDR)

Dès l'annonce de la victoire de l'Allemagne, de très nombreuses villes se montrèrent intéressées par l'organisation du concours. Huit d'entre elles furent retenues lors d'une première sélection : Berlin, Cologne, Düsseldorf, Francfort-sur-le-Main (ville hôte de l'édition 1957), Gelsenkirchen, Hambourg, Hanovre et Munich (ville hôte de l'édition 1983).

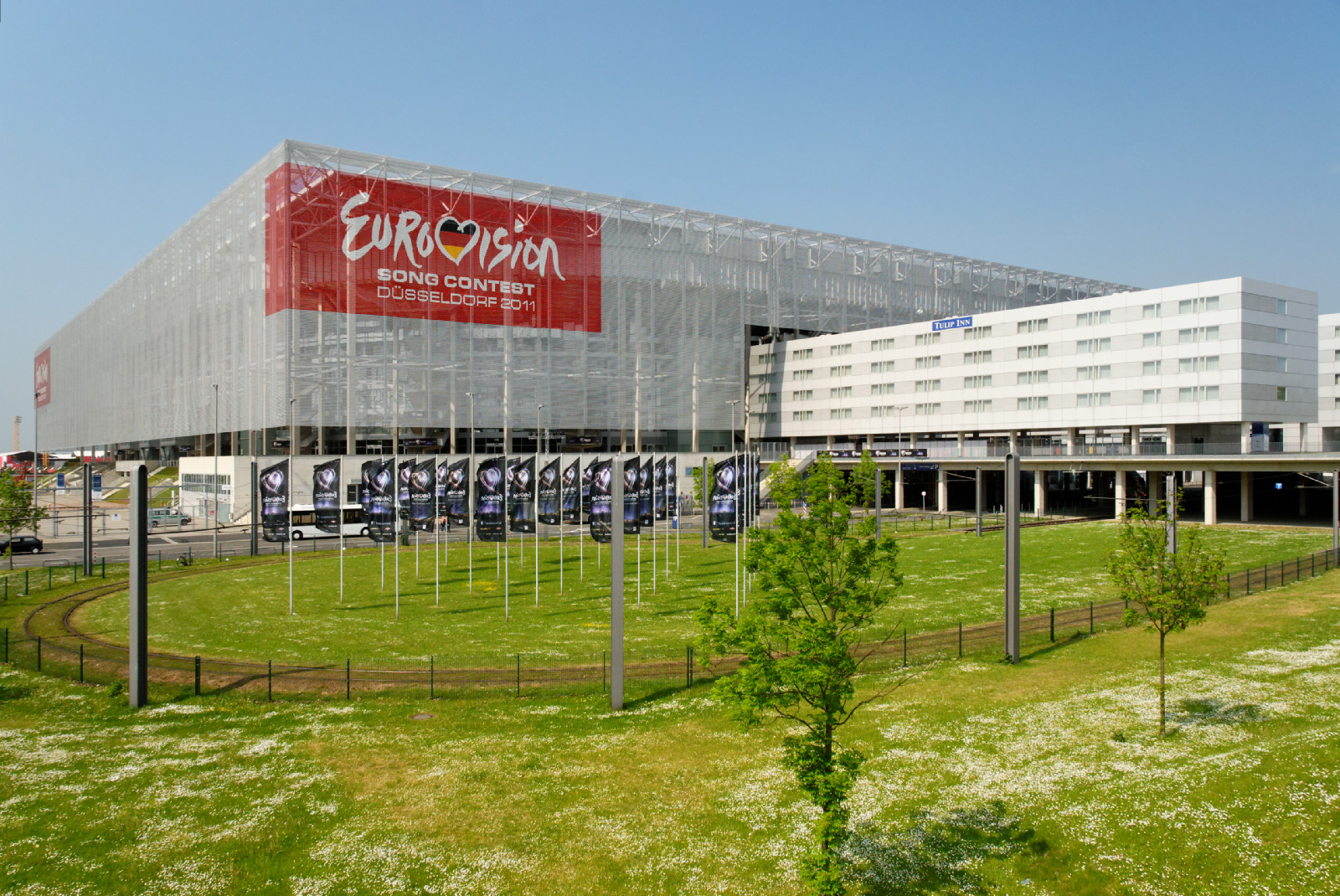
L'ESPRIT arena de jour.

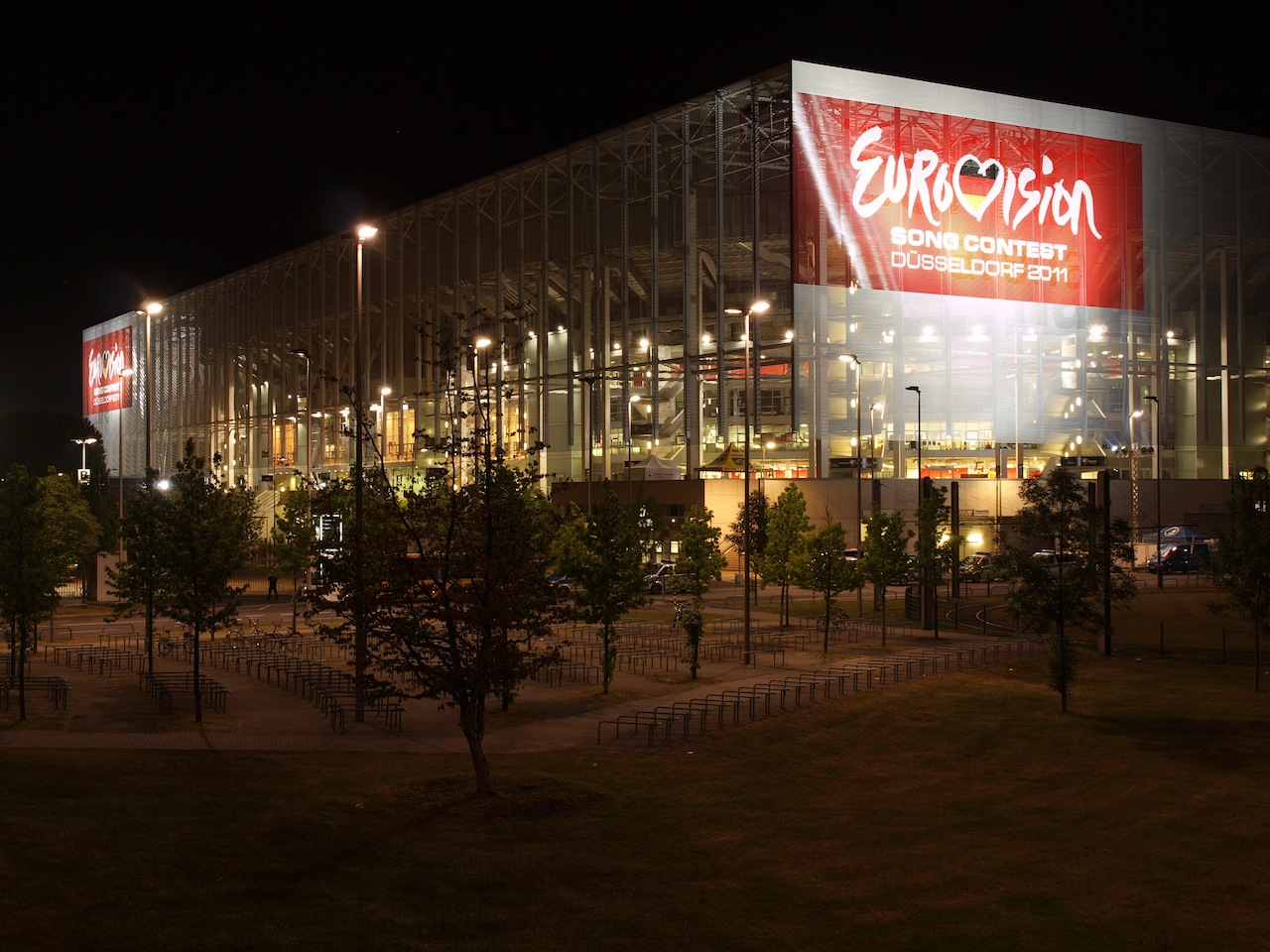
L'ESPRIT arena de nuit.

Le 21 août 2010, la NDR annonça que seules quatre villes avaient finalement posé leur candidature officielle pour accueillir l'évènement : Berlin, Düsseldorf, Hambourg et Hanovre. Les quatre lieux en lice étaient l’aéroport de Tempelhof de Berlin ; l'ESPRIT arena de Düsseldorf ; le Centre d'Exposition de Hambourg et le Centre d'Exposition de Hanovre. Le 12 octobre 2010, la NDR annonça que la ville hôte serait finalement Düsseldorf. Sa candidature l'avait emporté sur les autres, non seulement au regard de la salle proposée, mais aussi des facilités de logement et de transport. La ville pouvait offrir 25.000 chambres d'hôtel et était accessible par air (via l'aéroport situé à 5 kilomètres de son centre), par eau (via le Rhin) et par terre (via les nombreuses autoroutes la reliant à la Belgique et aux Pays-Bas).
L'ESPRIT arena est un stade couvert, pourvu d'un toit rétractable, inauguré en 2004 et dont le club locataire est le Fortuna Düsseldorf. Pour le concours, il fut transformé et séparé en deux parties, la première pour la scène et les spectateurs, la seconde pour les coulisses. 24.000 spectateurs purent y prendre place lors de chaque soirée.

### Superviseur exécutif
Le superviseur délégué sur place par l'UER fut pour la première fois, Jon Ola Sand. Son prédécesseur, Svante Stockselius, avait pris sa pension le 31 décembre 2010. Il avait officié durant six années et supervisé sept éditions du concours, depuis 2004.

### Présentateurs

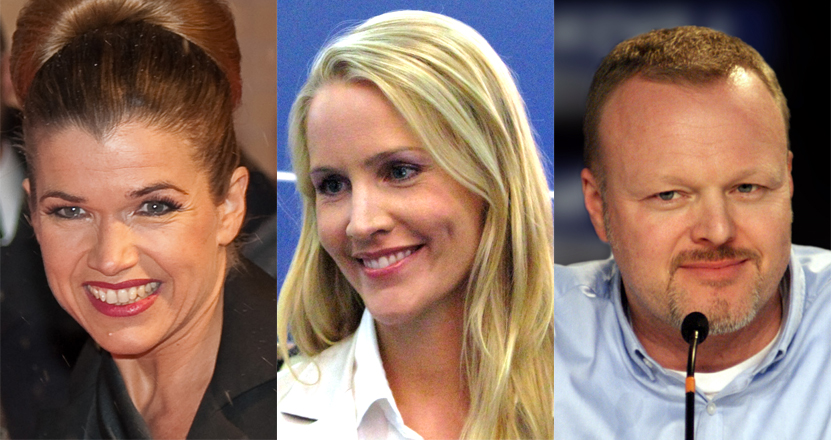
Les présentateurs: Anke Engelke, Judith Rakers et Stefan Raab.

Le 16 décembre 2010, la NDR annonce les présentateurs des trois soirées : Anke Engelke, Judith Rakers et Stefan Raab.
Anke Engelke, d'origine canadienne, s'était fait connaître comme actrice et présentatrice de télévision mais aussi comme chanteuse. Judith Rakers était alors présentatrice de télévision et animatrice en radio. Quant à Stefan Raab, il était impliqué de longue date dans les sélections allemandes pour le concours. Il avait été chef d'orchestre en 1998, puis avait représenté son pays en 2000, terminant alors à la cinquième place. Il était également le compositeur des chansons allemandes de 1998, 2000 et 2004. Enfin, il était l'initiateur des sélections allemandes de 2010 (Unser Star für Oslo) et 2011 (Unser Song für Deutschland).

### Slogan et identité visuelle

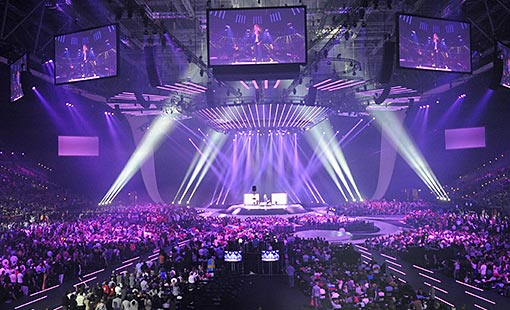
Scène de la du Concours

L'identité visuelle de l'édition 2011 est conçue par la compagnie britannique Turquoise Branding. Le slogan retenu est Feel Your Heart Beat! (Écoute ton cœur battre!). Il fait référence aux émotions profondes que suscitent la musique et le concours : à la fois l'enthousiasme, l'excitation, l'amour et la passion. Le message est également que toutes les musiques et tous les cœurs battent à leur propre rythme, par-delà les barrières des cultures et des langages. Le logo est inspiré par un geste de la gagnante de l'année précédente, Lena Meyer-Landrut. Après sa victoire et une fois revenue sur la scène, elle avait formé un cœur de ses mains, pour remercier toutes les personnes ayant voté pour elle. Le logo prend ainsi la forme d'un cœur. Il est composé de plusieurs rayons lumineux et dans les animations, il vibre aux rythme et son de véritables pulsations cardiaques.
La scène se compose d’un podium principal circulaire, relié par une rampe à un podium secondaire, lui aussi circulaire. Le podium principal est noir et strié de LED ; le podium secondaire est blanc.
L’arrière-fond est composé d'un vaste écran LED, encadré par des bordures blanches. Ces bordures descendent jusqu'au podium principal qu'elles encerclent, avant de constituer la rampe et de courir jusqu'au podium secondaire. Dix branches striées de LED partent de la scène et rayonnent jusque dans le public. La green room est située juste derrière la scène. Dissimulée par l'écran LED, elle est révélée aux spectateurs par coulissement de ce dernier.

## Concours

### Pays participants
Quarante-trois pays participent au cinquante-sixième concours, égalant ainsi le record de l'édition 2008.
Quatre pays firent leur retour : l'Autriche, la Hongrie, l'Italie et Saint-Marin.
L'Italie revint après une absence de quatorze années, ayant participé pour la dernière fois en 1997. Le pays est intégré au groupe des plus importants contributeurs financiers de l'UER, avec l'Allemagne, l'Espagne, la France et le Royaume-Uni. Ce groupe est dès lors désigné sous le nom de « Big Five ». En tant que tel, l'Italie bénéficie d'une place automatique en finale.
La Slovaquie avait initialement prévu de se retirer pour des raisons financières, mais oublia d'en notifier l'UER. Son nom demeura donc sur la liste des pays participants et fut publié ainsi, après la date de clôture officielle des inscriptions. Afin d'éviter une amende pour retrait tardif, le pays décida de concourir malgré tout.
Le Liechtenstein aurait souhaité faire ses débuts et posa sa candidature comme membre actif de l'UER. Ce statut lui fut cependant refusé et le pays ne put participer au concours.
Quatre autres pays ne souhaitèrent pas participer et faire leur retour, essentiellement pour des raisons financières : Andorre, le Luxembourg, Monaco et la Tchéquie. Le Monténégro s'était initialement inscrit, mais se retira le 23 décembre 2010, deux jours avant la date de clôture, pour les mêmes raisons.

### Tirages au sort

Pays participant à la première demi-finale
Pays pré-qualifié votant dans la première demi-finale
Pays participant à la deuxième demi-finale
Pays pré-qualifié votant dans la deuxième demi-finale

Les tirages au sort des ordres de passage se déroulent en plusieurs étapes. Premièrement, le partenaire commercial de l’UER pour le télévote, l’entreprise allemande Digame, répartit les demi-finalistes en six lots, selon leur historique de vote et leur proximité géographique.
| Lot 1                                                                             | Lot 2                                                       | Lot 3                                                                        | Lot 4                                                      | Lot 5                                                         | Lot 6                                                               |
| --------------------------------------------------------------------------------- | ----------------------------------------------------------- | ---------------------------------------------------------------------------- | ---------------------------------------------------------- | ------------------------------------------------------------- | ------------------------------------------------------------------- |
| - Albanie - Bosnie-Herzégovine - Croatie - Macédoine - Serbie - Slovénie - Suisse | - Danemark - Estonie - Finlande - Islande - Norvège - Suède | - Azerbaïdjan - Biélorussie - Géorgie - Israël - Moldavie - Russie - Ukraine | - Arménie - Belgique - Chypre - Grèce - Pays-Bas - Turquie | - Irlande - Lettonie - Lituanie - Malte - Portugal - Roumanie | - Autriche - Bulgarie - Hongrie - Pologne - Saint-Marin - Slovaquie |

Ensuite, le 17 janvier 2011, fut procédé au tirage au sort des participations aux demi-finales. La moitié des pays de chaque lot furent inscrits dans la première demi-finale ; l'autre, dans la deuxième. Afin de faciliter l'organisation des répétitions et l'arrivée des délégations étrangères à Düsseldorf, chaque pays fut inscrit, soit en première, soit en deuxième partie de soirée. Quant aux finalistes automatiques, l’Espagne et le Royaume-Uni furent inscrits dans la première demi-finale ; l’Allemagne, la France et l'Italie, dans la deuxième. À sa demande, Israël fut inscrit dans la deuxième demi-finale. La première coïncidait en effet avec Yom Hazikaron, jour de commémoration des victimes de guerre israéliennes. Enfin, le 15 mars 2011, fut procédé au tirage au sort des ordres de passage définitifs pour les demi-finales.

### Anciens participants
| Artiste                                      | Pays               | Année(s) précédente(s)             |
| -------------------------------------------- | ------------------ | ---------------------------------- |
| Dana International                           | Israël             | 1998 (vainqueur)                   |
| Dino Merlin                                  | Bosnie-Herzégovine | 1999 (en duo avec Béatrice Poulot) |
| Lena Meyer-Landrut                           | Allemagne          | 2010 (vainqueur)                   |
| Gunnar Ólason (membre de Sigurjón's Friends) | Islande            | 2001 (comme membre de Two Tricky)  |
| Zdob și Zdub                                 | Moldavie           | 2005                               |

C'est la première fois depuis 1958 que deux anciens vainqueurs revinrent concourir la même année.
Les représentantes slovaques, TWiiNS, avaient accompagné Tereza Kerndlová en 2008 pour la Tchéquie.

### Cartes postales
Les cartes postales débutaient par un plan sur les artistes qui s'apprêtaient à monter sur la scène. Le nom du pays participant apparaissait ensuite à l'écran, avec le logo illuminé aux couleurs du drapeau national. S'ensuivait une courte vidéo mettant en scène des ressortissants du pays, vivant en Allemagne. La vidéo se terminait par l'apparition dans le paysage, du slogan, traduit dans la langue nationale du pays, ou par son énonciation par les ressortissants. Le logo illuminé aux couleurs du drapeau réapparaissait à l'écran, concluant la séquence.

### Première demi-finale
La première demi-finale eut lieu le mardi 10 mai 2011 et dura près de deux heures et treize minutes.
Dix-neuf pays concoururent pour une des dix places en finale. L’Espagne et le Royaume-Uni votèrent dans cette demi-finale.
L'interprète de la chanson islandaise était à l'origine le chanteur Sigurjón Brinck. Hélas, il décéda d'un arrêt cardiaque, peu de temps avant le début de la sélection nationale islandaise, alors qu'il était à peine âgé de trente-six ans. Ses meilleurs amis, en accord avec sa veuve, décidèrent de lui rendre hommage, en formant le groupe Sigurjón's Friends et en concourant à sa place.
Lors de la sélection azerbaidjanaise, le jury n'ayant pas réussi à choisir entre les deux finalistes; Eldar Qasımov et Nigar Camal, il a été décidé de les envoyer tous les deux au concours, sous la forme d'un duo : Ell & Nikki.

#### Ouverture
La première demi-finale débuta par une animation du slogan et du logo. La caméra montra ensuite la salle et le public, puis Anke Engelke, Judith Rakers et Stefan Raab, qui avaient pris place sur le podium secondaire. Judith Rakers prononça la phrase rituelle : « Good evening, Europe! » et Anke Engelke, sa contrepartie française : « Bonsoir l'Europe ! » Tous trois poursuivirent avec les présentations d'usage et saluèrent plus particulièrement l'Italie qui effectuait son retour après quatorze ans d'absence.

#### Pauses commerciales
Durant la première pause commerciale, fut montrée une vidéo, tournée lors de la réception organisée en l'honneur des artistes. Anke Engelke et Stefan Raab faisaient chanter à ces derniers, une chanson allemande traditionnelle : Mein Vater war ein Wandersmann (Mon père était un vagabond).
Durant la seconde pause, Judith Rakers fit une intervention depuis la green room. Elle échangea quelques mots avec la représentante norvégienne, Stella Mwangi.

#### Entracte
L'entracte débuta par une vidéo récapitulant toutes les cartes postales. S’ensuivit une prestation des Cold Steel Drummers. Il s’agit d’un numéro de fanfare, ponctué d’acrobaties diverses, réalisés par des tambours, des grosses caisses et des danseurs supplémentaires. Furent ensuite présentées les cinq chansons qualifiées automatiquement pour la finale. L’entracte se conclut par une intervention de Judith Rakers, depuis la green room. Elle échangea quelques mots avec la représentante serbe, Nina Radojčić.

#### Vote
Les résultats du vote furent déterminés moitié par les téléspectateurs, moitié par les jurys nationaux. Les téléspectateurs votèrent par téléphone et par SMS pour leurs chansons préférées. Les votes ainsi exprimés furent agrégés en 1, 2, 3, 4, 5, 6, 7, 8, 10 et 12 points. Les jurys classèrent de même leurs chansons préférées. Les deux classements furent combinés pour donner les résultats finaux : les dix chansons les mieux classées étaient qualifiées pour la finale. Les détails du vote ne furent révélés qu’après la finale du samedi, pour maintenir le suspense intact.
Le vote fut lancé par les présentateurs au moyen de la phrase rituelle « Europe, start voting now ! ». Le temps imparti pour le télévote fut conclu par un décompte des dix dernières secondes et la phrase « Europe, stop voting now ! ».
Les résultats furent révélés en direct par Anke Engelke. Dix enveloppes grises comportant un point d'interrogation apparurent successivement au milieu de l'écran. La caméra effectua alors plusieurs plans sur les participants assis dans la green room. Chaque enveloppe révéla ensuite le drapeau national et le nom du pays qualifié, qui allèrent se ranger dans la partie droite de l'écran. La bande-son joua un extrait de la chanson qualifiée.

#### Résultats
Durant l’annonce des résultats, la caméra fit systématiquement un plan sur les artistes qualifiés. Apparurent ainsi à l'écran et dans l'ordre : Nina Radojčić, Evelina Sašenko, Loúkas Yórkas, Ell & Nikki, Eldrine, Anna Rossinelli, Kati Wolf, Paradise Oskar, Alekseï Vorobiev et Sigurjón's Friends.
Dix pays se qualifièrent donc pour la finale : l'Azerbaïdjan, la Finlande, la Grèce, la Géorgie, la Hongrie, l'Islande, la Lituanie, la Russie, la Serbie et la Suisse. La demi-finale se conclut par la montée sur scène et l’acclamation des dix nouveaux finalistes. Les neuf pays non qualifiés conservèrent leur droit de vote pour la finale.
Ce fut la première fois que la Turquie et l'Arménie ne se qualifièrent pas pour la finale.
| Ordre | Pays        | Artiste(s)                      | Chanson               | Langue(s)         | Place | Points |
| ----- | ----------- | ------------------------------- | --------------------- | ----------------- | ----- | ------ |
| 01    | Pologne     | Magdalena Tul                   | Jestem                | Polonais          | 19    | 18     |
| 02    | Norvège     | Stella Mwangi                   | Haba Haba             | Anglais, swahili  | 17    | 30     |
| 03    | Albanie     | Aurela Gaçe                     | Feel the Passion      | Anglais, albanais | 14    | 47     |
| 04    | Arménie     | Emmy                            | Boom Boom             | Anglais           | 12    | 54     |
| 05    | Turquie     | Yüksek Sadakat                  | Live It Up            | Anglais           | 13    | 47     |
| 06    | Serbie      | Nina                            | Čaroban               | Serbe             | 08    | 67     |
| 07    | Russie      | Alekseï Vorobiev                | Get You               | Anglais           | 09    | 64     |
| 08    | Suisse      | Anna Rossinelli                 | In Love for a While   | Anglais           | 10    | 55     |
| 09    | Géorgie     | Eldrine                         | One More Day          | Anglais           | 06    | 74     |
| 10    | Finlande    | Paradise Oskar                  | Da Da Dam             | Anglais           | 03    | 103    |
| 11    | Malte       | Glen Vella                      | One Life              | Anglais           | 11    | 54     |
| 12    | Saint-Marin | Senit                           | Stand by              | Anglais           | 16    | 34     |
| 13    | Croatie     | Daria Kinzer                    | Celebrate             | Anglais           | 15    | 41     |
| 14    | Islande     | Sigurjón's Friends              | Coming Home           | Anglais           | 04    | 100    |
| 15    | Hongrie     | Kati Wolf                       | What About My Dreams? | Anglais, hongrois | 07    | 72     |
| 16    | Portugal    | Homens da Luta                  | A luta é alegria      | Portugais         | 18    | 22     |
| 17    | Lituanie    | Evelina Sašenko                 | C'est ma vie          | Anglais, français | 05    | 81     |
| 18    | Azerbaïdjan | Ell & Nikki                     | Running Scared        | Anglais           | 02    | 122    |
| 19    | Grèce       | Loúkas Yórkas feat. Stereo Mike | Watch My Dance        | Anglais, grec     | 01    | 133    |

### Deuxième demi-finale
La deuxième demi-finale eut lieu le jeudi 12 mai 2011 et dura près de deux heures.
Dix-neuf pays concoururent pour une des dix places en finale. L'Allemagne, la France et l'Italie votèrent dans cette demi-finale.
Ce fut la première fois que deux pays furent représentés la même année par des jumeaux. Il s'agissait en l'occurrence de la Slovaquie, avec les TWiiNS, et de l'Irlande, avec Jedward. C'est la troisième fois que des jumeaux participent au concours, après les sœurs Kessler en 1959 et Sophie & Magaly, en 1980.
Ce fut également la première fois qu'un pays propose un titre a cappella. En effet, les représentants de la Belgique, les Witloof Bay ont chanté With Love Baby avec l'aide d'un beatboxeur, membre du groupe.
La sélection ukrainienne connut quelques rebondissements. Au terme de plusieurs épreuves de qualification, Mika Newton remporta la finale, avec sa chanson Angel. Mais ce résultat provoqua de nombreuses réactions négatives dans la presse et l'opinion publique ukrainienne, beaucoup estimant que les résultats avaient été truqués en faveur de la chanteuse. La télévision publique ukrainienne décida alors d'organiser une nouvelle finale, avec les trois concurrentes arrivées en tête du vote : Mika Newton, Jamala et Zlata Ognevich. Ces deux dernières refusèrent la proposition et se retirèrent définitivement de la sélection. Les responsables ukrainiens firent recompter les votes de la finale, qui donnèrent le même résultat. Mika Newton fut donc confirmée comme représentante nationale. Pour sa prestation, elle se fit accompagner par Kseniya Simonova, gagnante de la première édition de Ukraine's Got Talent. Simonova créa au moyen de sable fin, des figures éphémères qui furent projetées en arrière-fond.
Le représentant suédois, Eric Saade, décida de reproduire pour sa prestation, un effet spécial qu'il avait employé lors de la sélection nationale suédoise. Il interprétait une partie de sa chanson dans un cube de verre, dont il sortait en en brisant la paroi. Il rencontra cependant de nombreuses difficultés durant les répétitions pour reproduire cet effet. Ce ne fut qu'après plusieurs essais infructueux que son numéro fut enfin au point.
Initialement, la Biélorussie avait sélectionné la chanson Born in Byelorussia pour la représenter. Ce morceau évoquait dans ses paroles une certaine nostalgie pour la période soviétique, ce qui suscita immédiatement la polémique. La télévision publique biélorusse fit modifier le texte et le titre, qui devint I Am Belarusian. Il apparut cependant que la chanson avait été publiée avant la date limite du 1er septembre 2010. Elle fut donc disqualifiée et remplacée par une autre, sur le même thème : I Love Belarus.

#### Ouverture
La deuxième demi-finale débuta par une animation du slogan et du logo. La caméra montra la salle et le public, puis Anke Engelke, Judith Rakers et Stefan Raab, qui avaient pris place sur le podium secondaire. Anke Engelke prononça la phrase rituelle : « Good evening, Europe! » et Judith Rakers, sa contrepartie française : « Bonsoir l'Europe ! » Tous trois firent ensuite les présentations d'usage. Ils saluèrent au passage les artistes qualifiés de la première demi-finale, ainsi que les qualifiés automatiques, qui étaient tous assis dans le public.

#### Pauses commerciales
Durant la première pause commerciale, Judith Rakers alla rejoindre dans les gradins, les artistes qualifiés. Elle échangea quelques mots avec la représentante suisse, Anna Rossinelli, et les représentants azerbaïdjanais, Ell & Nikki.
Durant la seconde pause commerciale, fut montrée une vidéo de Anke Engelke et Stefan Raab reprenant en acoustique plusieurs chansons marquantes du concours : Fairytale, Nel blu dipinto di blu, Hard Rock Hallelujah, Hallelujah, Waterloo, Merci, Chérie, Dschinghis Khan et Ein bißchen Frieden.

#### Entracte
L'entracte débuta par une vidéo récapitulant toutes les cartes postales. S’ensuivit une prestation du groupe Flying Steps. Il s’agit d’un numéro de breakdance, effectué sur des morceaux remixés de Jean-Sébastien Bach. Furent ensuite présentées les cinq chansons qualifiées automatiquement pour la finale. L’entracte se conclut par une intervention de Judith Rakers, depuis le public. Elle échangea quelques mots avec la représentante allemande, Lena Meyer-Landrut.

#### Vote
Les résultats du vote furent déterminés moitié par les téléspectateurs, moitié par les jurys nationaux. Les téléspectateurs votèrent par téléphone et par SMS pour leurs chansons préférées. Les votes ainsi exprimés furent agrégés en 1, 2, 3, 4, 5, 6, 7, 8, 10 et 12 points. Les jurys classèrent de même leurs chansons préférées. Les deux classements furent combinés pour donner les résultats finaux : les dix chansons les mieux classées étaient qualifiées pour la finale. Les détails du vote ne furent révélés qu’après la finale du samedi, pour maintenir le suspense intact.
Le vote fut lancé par Stefan Raab au moyen de la phrase rituelle : « Europe, start voting now ! ». Le temps imparti pour le télévote fut conclu par un décompte des dix dernières secondes et la phrase « Europe, stop voting now ! ».
Les résultats furent révélés en direct par Anke Engelke. Dix enveloppes grises comportant un point d'interrogation apparurent successivement au milieu de l'écran. La caméra effectua alors plusieurs plans sur les participants assis dans la green room. Chaque enveloppe révéla ensuite le drapeau national et le nom du pays qualifié qui allèrent se ranger dans la partie droite de l'écran. La bande-son joua un extrait de la chanson qualifiée.

#### Résultats
Durant l’annonce des résultats, la caméra fit systématiquement un plan sur les artistes qualifiés. Apparurent ainsi à l'écran et dans l'ordre : Getter Jaani, Hotel FM, Zdob şi Zdub, Jedward, Dino Merlin, A Friend In London, Nadine Beiler, Mika Newton, Maja Keuc et Eric Saade.
Dix pays se qualifièrent donc pour la finale : l'Autriche, la Bosnie-Herzégovine, le Danemark, l'Estonie, l'Irlande, la Moldavie, la Roumanie, la Slovénie, la Suède et l'Ukraine. La demi-finale se conclut par la montée sur scène et l’acclamation des dix nouveaux finalistes. Les neuf pays non qualifiés conservèrent leur droit de vote pour la finale.
| Ordre | Pays               | Artiste(s)           | Chanson                                       | Langue(s)           | Place | Points |
| ----- | ------------------ | -------------------- | --------------------------------------------- | ------------------- | ----- | ------ |
| 01    | Bosnie-Herzégovine | Dino Merlin          | Love in Rewind                                | Anglais, bosnien    | 05    | 109    |
| 02    | Autriche           | Nadine Beiler        | The Secret is Love                            | Anglais             | 07    | 69     |
| 03    | Pays-Bas           | 3JS                  | Never Alone                                   | Anglais             | 19    | 13     |
| 04    | Belgique           | Witloof Bay          | With Love Baby                                | Anglais             | 11    | 53     |
| 05    | Slovaquie          | TWiiNS               | I'm Still Alive                               | Anglais             | 13    | 48     |
| 06    | Ukraine            | Mika Newton          | Angel                                         | Anglais             | 06    | 81     |
| 07    | Moldavie           | Zdob și Zdub         | So Lucky                                      | Anglais             | 10    | 54     |
| 08    | Suède              | Eric Saade           | Popular                                       | Anglais             | 01    | 155    |
| 09    | Chypre             | Chrístos Mylórdos    | San ággelos s’agápisa (Σαν άγγελος σ'αγάπησα) | Grec                | 18    | 16     |
| 10    | Bulgarie           | Poli Guénova         | Na inat (На инат)                             | Bulgare             | 12    | 48     |
| 11    | Macédoine          | Vlatko Ilievski      | Rusinka (Русинкa)                             | Anglais, macédonien | 16    | 36     |
| 12    | Israël             | Dana International   | Ding Dong                                     | Hébreu, anglais     | 15    | 38     |
| 13    | Slovénie           | Maja Keuc            | No One                                        | Anglais             | 03    | 112    |
| 14    | Roumanie           | Hotel FM             | Change                                        | Anglais             | 04    | 111    |
| 15    | Estonie            | Getter Jaani         | Rockefeller Street                            | Anglais             | 09    | 60     |
| 16    | Biélorussie        | Anastasiya Vinnikova | I Love Belarus                                | Anglais             | 14    | 45     |
| 17    | Lettonie           | Musiqq               | Angel in Disguise                             | Anglais             | 17    | 25     |
| 18    | Danemark           | A Friend In London   | New Tomorrow                                  | Anglais             | 02    | 135    |
| 19    | Irlande            | Jedward              | Lipstick                                      | Anglais             | 08    | 68     |

### Finale
La finale eut lieu le samedi 14 mai 2011 et dura près de trois heures et vingt-huit minutes. Vingt-cinq pays concoururent pour la victoire : les « Big Five » et les vingt pays qualifiés des deux demi-finales.
Ce fut la toute première fois, depuis ses débuts en 1957, que le Royaume-Uni choisit ses représentants en interne. Jusque-là, le public britannique était toujours intervenu, soit pour le choix de l'artiste, soit pour celui de la chanson.
Ce fut la troisième fois dans l'histoire du concours qu'un vainqueur revint défendre son titre l'année suivante. L'Allemagne avait en effet choisi pour la représenter, la gagnante de l'année précédente, Lena Meyer-Landrut. Les artistes précédents avaient été Lys Assia, en 1957, et Corry Brokken, en 1958.

#### Ouverture
La finale débuta par une animation du slogan et du logo. La caméra montra la salle et le public, puis Anke Engelke, Judith Rakers et Stefan Raab, qui avaient pris place sur le podium secondaire. Anke Engelke prononça la phrase rituelle : « Good evening, Europe! » et Judith Rakers, sa contrepartie française : « Bonsoir l'Europe ! » Tous trois firent ensuite les présentations d'usage. Ils remercièrent plus particulièrement la Norvège pour avoir organisé le concours, l'année précédente.
Tous trois chantèrent ensuite les premiers couplets de la chanson victorieuse de l'an dernier, Satellite. Stefan Raab regagna alors le podium principal pour une reprise rockabilly du morceau. Vers la fin du numéro, quarante-trois sosies de Lena Meyer-Landrut montèrent sur la scène, portant chacun un des drapeaux nationaux des pays participants. La véritable Lena apparut soudain au milieu d'eux et termina de chanter Satellite en duo avec Stefan Raab. L'ouverture se conclut par une courte vidéo montrant la transformation subie par l'ESPRIT arena pour accueillir le concours.

#### Pauses commerciales
Durant la première pause commerciale, Judith Rakers fit une intervention depuis la green room. Elle échangea quelques mots avec le représentant bosnien, Dino Merlin, et les représentants danois, A Friend In London.
Durant la seconde pause, Judith Rakers fit à nouveau une intervention depuis la green room. Elle échangea quelques mots avec le représentant suédois, Eric Saade.

#### Entracte
Le spectacle d'entracte débuta par une vidéo reprenant toutes les cartes postales. S'ensuivit une prestation du chanteur allemand Jan Delay, accompagné de son groupe Disko n°1. Ils interprétèrent ensemble deux chansons de leur répertoire : Oh Jonny et Klar.

#### Vote
Les résultats du vote furent déterminés moitié par les téléspectateurs, moitié par les jurys nationaux. Les téléspectateurs votèrent par téléphone et par SMS pour leurs chansons préférées. Les votes ainsi exprimés furent agrégés en 1, 2, 3, 4, 5, 6, 7, 8, 10 et 12 points. Les jurys classèrent de même leurs chansons préférées. Les deux classements furent combinés pour donner les résultats finaux.
L’ordre de passage des pays durant la procédure de vote fut déterminé non plus par tirage au sort, mais selon un algorithme informatique, qui permettait d’accroître le suspense. Les points de un à sept s’affichèrent automatiquement sur le tableau de vote. Les porte-paroles, contactés par satellite, énoncèrent les trois résultats principaux : « huit », « dix » et « douze points ».
Le vote fut lancé par Stefan Raab au moyen de la phrase rituelle : « Europe, start voting now ! ». Le temps imparti pour le télévote fut conclu par un décompte des dix dernières secondes et la phrase « Europe, stop voting now ! ».
Durant le vote, la caméra fit systématiquement un plan sur les participants qui recevaient "douze points". Apparurent ainsi à l'écran Ell & Nikki, Blue, A Friend In London, Hotel FM, Loúkas Yórkas, Eldrine, Kati Wolf, Paradise Oskar, Mika Newton, Dino Merlin, Jedward, Evelina Sašenko, Raphael Gualazzi, Nadine Beiler, Amaury Vassili, Lucía Pérez, Maja Keuc, Zdob şi Zdub, Sigurjón's Friends et Eric Saade.
La première partie du vote ne permit pas un pays d’émerger clairement. Les dix premiers "douze points" furent en effet attribués à dix pays différents. Pas moins de six pays se disputèrent la tête : l’Azerbaïdjan, la Grèce, le Danemark, le Royaume-Uni, l’Ukraine et la Suède. Il fallut attendre le vingt-deuxième vote, le vote turc, pour que l’Azerbaïdjan s’empare définitivement de la première place.

#### Résultats
Ce fut la première victoire de l’Azerbaïdjan au concours.
Au total, l’édition 2011 fut suivie par 114,5 millions de téléspectateurs (soit 9 millions de plus que l'année précédente) et par  804 000 personnes sur Internet.
Par la suite, la finale du concours reçut deux récompenses. Tout d'abord, un Deutscher Fernsehpreis, dans la catégorie « meilleur programme de divertissement ». Ensuite, une Rose d'Or, dans la catégorie « meilleur spectacle en direct ».
| Ordre | Pays               | Artiste(s)                    | Chanson                 | Langue(s)         | Place | Points |
| ----- | ------------------ | ----------------------------- | ----------------------- | ----------------- | ----- | ------ |
| 01    | Finlande           | Paradise Oskar                | Da Da Dam               | Anglais           | 21    | 57     |
| 02    | Bosnie-Herzégovine | Dino Merlin                   | Love in Rewind          | Anglais, bosnien  | 06    | 125    |
| 03    | Danemark           | A Friend In London            | New Tomorrow            | Anglais           | 05    | 134    |
| 04    | Lituanie           | Evelina Sašenko               | C'est ma vie            | Anglais, français | 19    | 63     |
| 05    | Hongrie            | Kati Wolf                     | What About My Dreams?   | Anglais, hongrois | 22    | 53     |
| 06    | Irlande            | Jedward                       | Lipstick                | Anglais           | 08    | 119    |
| 07    | Suède              | Eric Saade                    | Popular                 | Anglais           | 03    | 185    |
| 08    | Estonie            | Getter Jaani                  | Rockefeller Street      | Anglais           | 24    | 44     |
| 09    | Grèce              | Loúkas Yórkas ft. Stereo Mike | Watch My Dance          | Anglais, grec     | 07    | 120    |
| 10    | Russie             | Alekseï Vorobiev              | Get You                 | Anglais           | 16    | 77     |
| 11    | France             | Amaury Vassili                | Sognu                   | Corse             | 15    | 82     |
| 12    | Italie             | Raphael Gualazzi              | Madness of Love         | Italien, anglais  | 02    | 189    |
| 13    | Suisse             | Anna Rossinelli               | In Love for a While     | Anglais           | 25    | 19     |
| 14    | Royaume-Uni        | Blue                          | I Can                   | Anglais           | 11    | 100    |
| 15    | Moldavie           | Zdob și Zdub                  | So Lucky                | Anglais           | 12    | 97     |
| 16    | Allemagne H T      | Lena                          | Taken by a Stranger     | Anglais           | 10    | 107    |
| 17    | Roumanie           | Hotel FM                      | Change                  | Anglais           | 17    | 77     |
| 18    | Autriche           | Nadine Beiler                 | The Secret Is Love      | Anglais           | 18    | 64     |
| 19    | Azerbaïdjan        | Ell & Nikki                   | Running Scared          | Anglais           | 01    | 221    |
| 20    | Slovénie           | Maja Keuc                     | No One                  | Anglais           | 13    | 96     |
| 21    | Islande            | Sigurjón's Friends            | Coming Home             | Anglais           | 20    | 61     |
| 22    | Espagne            | Lucía Pérez                   | Que me quiten lo bailao | Espagnol          | 23    | 50     |
| 23    | Ukraine            | Mika Newton                   | Angel                   | Anglais           | 04    | 159    |
| 24    | Serbie             | Nina                          | Čaroban                 | Serbe             | 14    | 85     |
| 25    | Géorgie            | Eldrine                       | One More Day            | Anglais           | 09    | 110    |

### Tableaux des votes

#### Première demi-finale
| Résultats jury/télévote de la première demi-finale | Résultats jury/télévote de la première demi-finale | Résultats jury/télévote de la première demi-finale | Résultats jury/télévote de la première demi-finale | Résultats jury/télévote de la première demi-finale |
| Place                                              | Téléspectateurs                                    | Points                                             | Jurys                                              | Points                                             |
| -------------------------------------------------- | -------------------------------------------------- | -------------------------------------------------- | -------------------------------------------------- | -------------------------------------------------- |
| 1                                                  | Grèce                                              | 154                                                | Lituanie                                           | 113                                                |
| 2                                                  | Azerbaïdjan                                        | 124                                                | Azerbaïdjan                                        | 109                                                |
| 3                                                  | Finlande                                           | 111                                                | Islande                                            | 104                                                |
| 4                                                  | Russie                                             | 93                                                 | Serbie                                             | 102                                                |
| 5                                                  | Géorgie                                            | 90                                                 | Finlande                                           | 86                                                 |
| 6                                                  | Islande                                            | 79                                                 | Malte                                              | 84                                                 |
| 7                                                  | Arménie                                            | 75                                                 | Suisse                                             | 76                                                 |
| 8                                                  | Hongrie                                            | 73                                                 | Saint-Marin                                        | 74                                                 |
| 9                                                  | Norvège                                            | 56                                                 | Grèce                                              | 74                                                 |
| 10                                                 | Turquie                                            | 54                                                 | Hongrie                                            | 65                                                 |
| 11                                                 | Lituanie                                           | 52                                                 | Albanie                                            | 61                                                 |
| 12                                                 | Suisse                                             | 45                                                 | Turquie                                            | 58                                                 |
| 13                                                 | Albanie                                            | 42                                                 | Géorgie                                            | 51                                                 |
| 14                                                 | Serbie                                             | 42                                                 | Croatie                                            | 49                                                 |
| 15                                                 | Portugal                                           | 39                                                 | Arménie                                            | 33                                                 |
| 16                                                 | Croatie                                            | 32                                                 | Russie                                             | 31                                                 |
| 17                                                 | Pologne                                            | 25                                                 | Norvège                                            | 29                                                 |
| 18                                                 | Malte                                              | 24                                                 | Pologne                                            | 13                                                 |
| 19                                                 | Saint-Marin                                        | 8                                                  | Portugal                                           | 6                                                  |

|                                                   |    |    |    |    |    |    |    |    |    |    |    |    |    |    |    |    |    |    |    |    | Total |     |
| Pays                                              |    |    |    |    |    |    |    |    |    |    |    |    |    |    |    |    |    |    |    |    |       |     |
| Pologne                                           |    | 3  | –  | –  | –  | –  | –  | –  | 4  | –  | –  | –  | –  | –  | 4  | –  | 2  | –  | –  | –  | 5     | 18  |
| Norvège                                           | 1  |    | 1  | 1  | –  | –  | –  | 2  | –  | 8  | 4  | –  | –  | 10 | –  | 2  | –  | 1  | –  | –  | –     | 30  |
| Albanie                                           | –  | –  |    | –  | 8  | –  | –  | 6  | –  | –  | –  | 8  | 7  | –  | –  | 4  | –  | 2  | 12 | –  | –     | 47  |
| Arménie                                           | 2  | –  | –  |    | 7  | –  | 8  | –  | 8  | –  | 7  | 7  | –  | 4  | –  | –  | –  | –  | 8  | 3  | –     | 54  |
| Turquie                                           | –  | –  | 12 | –  |    | –  | 2  | 5  | 3  | –  | 2  | 10 | –  | –  | –  | –  | –  | 12 | –  | –  | 1     | 47  |
| Serbie                                            | 6  | 7  | 2  | –  | –  |    | 4  | 12 | –  | 7  | 3  | 3  | 12 | 5  | –  | 1  | 3  | –  | –  | 2  | –     | 67  |
| Russie                                            | –  | 4  | 3  | 12 | 3  | 6  |    | –  | 5  | 3  | –  | 1  | 5  | 3  | 3  | 3  | 5  | 5  | 3  | –  | –     | 64  |
| Suisse                                            | 3  | 6  | –  | 3  | –  | 2  | –  |    | –  | 6  | –  | –  | 2  | 6  | 8  | 5  | 6  | –  | –  | 6  | 2     | 55  |
| Géorgie                                           | 5  | –  | –  | 8  | 10 | 4  | 5  | –  |    | 1  | 8  | 2  | –  | –  | 1  | –  | 12 | 8  | 10 | –  | –     | 74  |
| Finlande                                          | 10 | 12 | –  | 6  | 1  | 3  | 12 | 10 | –  |    | –  | –  | 3  | 12 | 6  | 8  | 7  | 3  | –  | 4  | 6     | 103 |
| Malte                                             | –  | 2  | 6  | 7  | 2  | 5  | –  | –  | 6  | –  |    | 12 | 4  | –  | 2  | –  | 1  | 7  | –  | –  | –     | 54  |
| Saint-Marin                                       | –  | –  | 8  | 5  | 5  | –  | –  | –  | 1  | –  | 6  |    | 1  | –  | –  | –  | –  | 6  | 2  | –  | –     | 34  |
| Croatie                                           | –  | –  | 7  | –  | –  | 12 | 1  | –  | –  | –  | 12 | 4  |    | 1  | –  | –  | –  | 4  | –  | –  | –     | 41  |
| Islande                                           | 4  | 10 | –  | 2  | –  | 8  | 3  | 8  | –  | 10 | –  | –  | –  |    | 12 | 10 | 8  | –  | 6  | 12 | 7     | 100 |
| Hongrie                                           | –  | 5  | –  | –  | 6  | 10 | –  | –  | –  | 12 | 1  | –  | 6  | 7  |    | –  | –  | –  | 5  | 10 | 10    | 72  |
| Portugal                                          | –  | –  | 4  | –  | –  | –  | –  | 4  | 2  | –  | –  | –  | –  | –  | –  |    | –  | –  | 1  | 8  | 3     | 22  |
| Lituanie                                          | 12 | 8  | –  | 4  | –  | 1  | 7  | 3  | 10 | 2  | –  | –  | –  | 2  | 5  | 6  |    | –  | 4  | 5  | 12    | 81  |
| Azerbaïdjan                                       | 8  | –  | 5  | –  | 12 | –  | 10 | 1  | 12 | 5  | 10 | 5  | 10 | 8  | 7  | 7  | 10 |    | 7  | 1  | 4     | 122 |
| Grèce                                             | 7  | 1  | 10 | 10 | 4  | 7  | 6  | 7  | 7  | 4  | 5  | 6  | 8  | –  | 10 | 12 | 4  | 10 |    | 7  | 8     | 133 |
| Le tableau suit l'ordre de passage des candidats. |    |    |    |    |    |    |    |    |    |    |    |    |    |    |    |    |    |    |    |    |       |     |

#### Deuxième demi-finale
| Résultats jury/télévote de la deuxième demi-finale | Résultats jury/télévote de la deuxième demi-finale | Résultats jury/télévote de la deuxième demi-finale | Résultats jury/télévote de la deuxième demi-finale | Résultats jury/télévote de la deuxième demi-finale |
| Place                                              | Téléspectateurs                                    | Points                                             | Jurys                                              | Points                                             |
| -------------------------------------------------- | -------------------------------------------------- | -------------------------------------------------- | -------------------------------------------------- | -------------------------------------------------- |
| 1                                                  | Suède                                              | 159                                                | Slovénie                                           | 146                                                |
| 2                                                  | Bosnie-Herzégovine                                 | 131                                                | Danemark                                           | 129                                                |
| 3                                                  | Roumanie                                           | 121                                                | Suède                                              | 99                                                 |
| 4                                                  | Danemark                                           | 115                                                | Autriche                                           | 95                                                 |
| 5                                                  | Ukraine                                            | 91                                                 | Roumanie                                           | 85                                                 |
| 6                                                  | Irlande                                            | 78                                                 | Estonie                                            | 83                                                 |
| 7                                                  | Slovénie                                           | 68                                                 | Ukraine                                            | 76                                                 |
| 8                                                  | Moldavie                                           | 61                                                 | Belgique                                           | 71                                                 |
| 9                                                  | Biélorussie                                        | 54                                                 | Slovaquie                                          | 71                                                 |
| 10                                                 | Autriche                                           | 52                                                 | Irlande                                            | 66                                                 |
| 11                                                 | Israël                                             | 51                                                 | Bosnie-Herzégovine                                 | 65                                                 |
| 12                                                 | Belgique                                           | 50                                                 | Bulgarie                                           | 59                                                 |
| 13                                                 | Estonie                                            | 46                                                 | Moldavie                                           | 53                                                 |
| 14                                                 | Bulgarie                                           | 43                                                 | Macédoine                                          | 47                                                 |
| 15                                                 | Lettonie                                           | 43                                                 | Biélorussie                                        | 38                                                 |
| 16                                                 | Slovaquie                                          | 40                                                 | Israël                                             | 36                                                 |
| 17                                                 | Macédoine                                          | 33                                                 | Chypre                                             | 24                                                 |
| 18                                                 | Chypre                                             | 23                                                 | Pays-Bas                                           | 22                                                 |
| 19                                                 | Pays-Bas                                           | 17                                                 | Lettonie                                           | 11                                                 |

|                                                   |    |    |    |    |    |    |    |    |    |    |    |    |    |    |    |    |    |    |    |    |    | Total |     |
| Pays                                              |    |    |    |    |    |    |    |    |    |    |    |    |    |    |    |    |    |    |    |    |    |       |     |
| Bosnie-Herzégovine                                |    | 12 | 10 | 4  | 12 | 4  | –  | 8  | –  | –  | 12 | –  | 12 | –  | –  | 5  | 2  | 7  | –  | 10 | 7  | 4     | 109 |
| Autriche                                          | 7  |    | 3  | –  | 5  | 1  | –  | 4  | 4  | 10 | –  | 1  | 7  | –  | 2  | –  | –  | 5  | 2  | 1  | 12 | 5     | 69  |
| Pays-Bas                                          | –  | –  |    | 8  | –  | –  | –  | –  | –  | 5  | –  | –  | –  | –  | –  | –  | –  | –  | –  | –  | –  | –     | 13  |
| Belgique                                          | 8  | 1  | 6  |    | –  | –  | 6  | –  | 2  | 6  | –  | 2  | 2  | 8  | 1  | –  | 3  | –  | –  | 6  | –  | 2     | 53  |
| Slovaquie                                         | 6  | 3  | –  | 3  |    | 12 | 7  | –  | –  | –  | 3  | –  | 3  | 3  | –  | 3  | –  | –  | 5  | –  | –  | –     | 48  |
| Ukraine                                           | 4  | –  | –  | –  | 10 |    | 8  | 3  | 5  | 3  | 6  | 8  | 6  | 2  | 7  | 12 | –  | 1  | –  | –  | –  | 6     | 81  |
| Moldavie                                          | –  | –  | –  | –  | 4  | –  |    | –  | –  | 2  | 5  | 4  | –  | 12 | –  | 10 | 1  | –  | 4  | –  | 5  | 7     | 54  |
| Suède                                             | 5  | 10 | 12 | 12 | 7  | 5  | 3  |    | 12 | –  | 2  | 12 | 5  | 7  | 12 | 8  | 7  | 12 | 8  | 12 | 1  | 3     | 155 |
| Chypre                                            | –  | –  | –  | –  | –  | 6  | –  | –  |    | –  | –  | –  | –  | –  | –  | –  | –  | –  | –  | –  | 2  | 8     | 16  |
| Bulgarie                                          | –  | 2  | 2  | 1  | –  | –  | 5  | 1  | 10 |    | 1  | –  | 4  | –  | –  | –  | –  | 4  | 1  | 3  | 4  | 10    | 48  |
| Macédoine                                         | 10 | –  | –  | –  | –  | 7  | 1  | –  | –  | –  |    | 3  | 8  | –  | –  | 7  | –  | –  | –  | –  | –  | –     | 36  |
| Israël                                            | –  | –  | 5  | 2  | –  | –  | –  | 5  | 1  | –  | 7  |    | –  | 4  | –  | 6  | –  | –  | –  | 7  | –  | 1     | 38  |
| Slovénie                                          | 12 | 8  | –  | –  | 8  | –  | 4  | –  | 7  | 8  | 10 | 6  |    | 10 | 5  | –  | 4  | 8  | 6  | 5  | 3  | –     | 112 |
| Roumanie                                          | –  | 6  | 4  | 10 | 6  | –  | 12 | 7  | 8  | 1  | 4  | 7  | –  |    | 6  | –  | 5  | 6  | 3  | 8  | 6  | 12    | 111 |
| Estonie                                           | –  | 5  | –  | 6  | –  | 8  | –  | 6  | –  | 4  | –  | 5  | –  | –  |    | 1  | 8  | 3  | 10 | 4  | –  | –     | 60  |
| Biélorussie                                       | 2  | –  | –  | –  | 1  | 10 | 10 | –  | 3  | –  | 8  | –  | –  | 1  | 4  |    | 6  | –  | –  | –  | –  | –     | 45  |
| Lettonie                                          | –  | 4  | –  | –  | –  | –  | –  | 2  | –  | –  | –  | –  | –  | –  | 8  | 2  |    | 2  | 7  | –  | –  | –     | 25  |
| Danemark                                          | 1  | 7  | 7  | 7  | 3  | 3  | 2  | 12 | 6  | 12 | –  | 10 | 10 | 5  | 10 | 4  | 12 |    | 12 | 2  | 10 | –     | 135 |
| Irlande                                           | 7  | –  | 1  | 5  | 2  | 2  | –  | 10 | –  | 7  | –  | –  | 1  | 6  | 3  | –  | 10 | 10 |    | –  | 8  | –     | 68  |
| Le tableau suit l'ordre de passage des candidats. |    |    |    |    |    |    |    |    |    |    |    |    |    |    |    |    |    |    |    |    |    |       |     |

#### Finale
| Résultats jury/télévote de la finale | Résultats jury/télévote de la finale | Résultats jury/télévote de la finale | Résultats jury/télévote de la finale | Résultats jury/télévote de la finale |
| Place                                | Téléspectateurs                      | Points                               | Jurys                                | Points                               |
| ------------------------------------ | ------------------------------------ | ------------------------------------ | ------------------------------------ | ------------------------------------ |
| 1                                    | Azerbaïdjan                          | 223                                  | Italie                               | 251                                  |
| 2                                    | Suède                                | 221                                  | Azerbaïdjan                          | 182                                  |
| 3                                    | Grèce                                | 176                                  | Danemark                             | 168                                  |
| 4                                    | Ukraine                              | 168                                  | Slovénie                             | 166                                  |
| 5                                    | Royaume-Uni                          | 166                                  | Autriche                             | 145                                  |
| 6                                    | Bosnie-Herzégovine                   | 151                                  | Irlande                              | 119                                  |
| 7                                    | Russie                               | 138                                  | Ukraine                              | 117                                  |
| 8                                    | Géorgie                              | 138                                  | Serbie                               | 111                                  |
| 9                                    | Allemagne                            | 113                                  | Suède                                | 106                                  |
| 10                                   | Irlande                              | 101                                  | Allemagne                            | 104                                  |
| 11                                   | Italie                               | 99                                   | Bosnie-Herzégovine                   | 90                                   |
| 12                                   | Moldavie                             | 98                                   | France                               | 90                                   |
| 13                                   | Serbie                               | 89                                   | Roumanie                             | 86                                   |
| 14                                   | Roumanie                             | 79                                   | Grèce                                | 84                                   |
| 15                                   | France                               | 76                                   | Moldavie                             | 82                                   |
| 16                                   | Espagne                              | 73                                   | Géorgie                              | 79                                   |
| 17                                   | Hongrie                              | 64                                   | Finlande                             | 75                                   |
| 18                                   | Danemark                             | 61                                   | Estonie                              | 74                                   |
| 19                                   | Islande                              | 60                                   | Islande                              | 72                                   |
| 20                                   | Lituanie                             | 55                                   | Lituanie                             | 66                                   |
| 21                                   | Finlande                             | 47                                   | Hongrie                              | 60                                   |
| 22                                   | Slovénie                             | 39                                   | Royaume-Uni                          | 57                                   |
| 23                                   | Estonie                              | 32                                   | Suisse                               | 53                                   |
| 24                                   | Autriche                             | 25                                   | Espagne                              | 38                                   |
| 25                                   | Suisse                               | 2                                    | Russie                               | 25                                   |

|                      | | Points attribués     | Points attribués    | Points attribués  | Points attribués     | Points attribués       | Points attribués      | Points attribués     | Points attribués                | Points attribués     | Points attribués        | Points attribués       | Points attribués    | Points attribués      | Points attribués      | Points attribués    | Points attribués       | Points attribués       | Points attribués         | Points attribués       | Points attribués      | Points attribués     | Points attribués    | Points attribués      | Points attribués     | Points attribués     | Points attribués      | Points attribués | Points attribués       | Points attribués     | Points attribués | Points attribués    | Points attribués      | Points attribués       | Points attribués                 | Points attribués     | Points attribués     | Points attribués | Points attribués     | Points attribués       | Points attribués       | Points attribués       | Points attribués | Points attribués | Points attribués |
| -------------------- | --- | -------------------- | ------------------- | ----------------- | -------------------- | ---------------------- | --------------------- | -------------------- | ------------------------------- | -------------------- | ----------------------- | ---------------------- | ------------------- | --------------------- | --------------------- | ------------------- | ---------------------- | ---------------------- | ------------------------ | ---------------------- | --------------------- | -------------------- | ------------------- | --------------------- | -------------------- | -------------------- | --------------------- | ---------------- | ---------------------- | -------------------- | ---------------- | ------------------- | --------------------- | ---------------------- | -------------------------------- | -------------------- | -------------------- | ---------------- | -------------------- | ---------------------- | ---------------------- | ---------------------- | ---------------- | ---------------- | ---------------- |
| Drapeau de la Russie | Drapeau de la Bulgarie | Drapeau des Pays-Bas | Drapeau de l'Italie | Drapeau de Chypre | Drapeau de l'Ukraine | Drapeau de la Finlande | Drapeau de la Norvège | Drapeau de l'Arménie | Drapeau de la Macédoine du Nord | Drapeau de l'Islande | Drapeau de la Slovaquie | Drapeau du Royaume-Uni | Drapeau du Danemark | Drapeau de l'Autriche | Drapeau de la Pologne | Drapeau de la Suède | Drapeau de Saint-Marin | Drapeau de l'Allemagne | Drapeau de l'Azerbaïdjan | Drapeau de la Slovénie | Drapeau de la Turquie | Drapeau de la Suisse | Drapeau de la Grèce | Drapeau de la Géorgie | Drapeau de la France | Drapeau de la Serbie | Drapeau de la Croatie |                  | Drapeau de la Roumanie | Drapeau de l'Albanie | Drapeau de Malte | Drapeau du Portugal | Drapeau de la Hongrie | Drapeau de la Lituanie | Drapeau de la Bosnie-Herzégovine | Drapeau de l'Irlande | Drapeau de l'Espagne | Drapeau d’Israël | Drapeau de l'Estonie | Drapeau de la Moldavie | Drapeau de la Belgique | Drapeau de la Lettonie | Total            |                  |                  |
| Pays                 | Finlande | –                    | –                   | –                 | –                    | –                      | –                     |                      | 12                              | –                    | –                       | 10                     | –                   | –                     | 5                     | –                   | 5                      | 7                      | –                        | 2                      | –                     | –                    | –                   | 5                     | –                    | –                    | –                     | –                | –                      | –                    | –                | –                   | –                     | –                      | –                                | 1                    | –                    | 3                | –                    | –                      | 7                      | –                      | –                | –                | 57               |
| Pays                 | Bosnie-Herzégovine | –                    | 2                   | 8                 | 4                    | –                      | –                     | –                    | 4                               | –                    | 12                      | –                      | –                   | –                     | –                     | 12                  | –                      | 8                      | –                        | 7                      | –                     | 12                   | 10                  | 12                    | 3                    | –                    | 5                     | 12               | 7                      | –                    | –                | 7                   | –                     | –                      | –                                | –                    |                      | –                | –                    | –                      | –                      | –                      | –                | –                | 125              |
| Pays                 | Danemark | –                    | 7                   | 12                | –                    | 3                      | –                     | –                    | 7                               | –                    | –                       | 12                     | 6                   | 5                     |                       | –                   | 3                      | 10                     | 4                        | 6                      | –                     | 8                    | –                   | –                     | –                    | –                    | 7                     | –                | –                      | 1                    | –                | –                   | 5                     | –                      | –                                | –                    | –                    | 12               | –                    | 10                     | 10                     | –                      | –                | 6                | 134              |
| Pays                 | Lituanie | 2                    | –                   | –                 | –                    | –                      | –                     | –                    | 3                               | –                    | –                       | –                      | –                   | 6                     | –                     | –                   | 12                     | –                      | –                        | –                      | –                     | –                    | –                   | –                     | –                    | 12                   | –                     | 7                | 2                      | –                    | 1                | –                   | –                     | –                      | –                                |                      | –                    | 10               | 1                    | –                      | –                      | –                      | –                | 7                | 63               |
| Pays                 | Hongrie | –                    | –                   | –                 | –                    | –                      | 4                     | 12                   | –                               | –                    | –                       | 5                      | –                   | –                     | –                     | 2                   | –                      | 5                      | –                        | –                      | 2                     | –                    | –                   | –                     | –                    | –                    | 2                     | 8                | –                      | –                    | 7                | –                   | –                     | –                      |                                  | –                    | –                    | –                | 6                    | –                      | –                      | –                      | –                | –                | 53               |
| Pays                 | Irlande | –                    | 3                   | 5                 | –                    | –                      | –                     | 10                   | –                               | –                    | –                       | 4                      | 8                   | 12                    | 12                    | 4                   | 1                      | 12                     | –                        | 8                      | –                     | –                    | –                   | –                     | –                    | –                    | –                     | –                | –                      | –                    | –                | –                   | 8                     | 6                      | –                                | –                    | 2                    |                  | 7                    | –                      | –                      | –                      | 7                | 10               | 119              |
| Pays                 | Suède | 1                    | –                   | 10                | –                    | 10                     | 1                     | 6                    | 10                              | 4                    | 6                       | 7                      | 10                  | 3                     | 10                    | –                   | –                      |                        | 6                        | –                      | 3                     | 4                    | 4                   | –                     | 6                    | 1                    | 10                    | 1                | 4                      | 4                    | 3                | –                   | 6                     | –                      | 10                               | –                    | 5                    | 4                | 5                    | 12                     | 12                     | 3                      | 4                | –                | 185              |
| Pays                 | Estonie | –                    | –                   | –                 | –                    | –                      | 2                     | 7                    | 2                               | –                    | –                       | –                      | –                   | –                     | 2                     | –                   | –                      | –                      | –                        | –                      | –                     | –                    | –                   | –                     | –                    | –                    | –                     | –                | –                      | –                    | –                | –                   | –                     | –                      | –                                | 7                    | –                    | 7                | –                    | 5                      |                        | 6                      | 2                | 4                | 44               |
| Pays                 | Grèce | 8                    | 10                  | –                 | 2                    | 12                     | 6                     | –                    | –                               | 7                    | 3                       | –                      | –                   | –                     | –                     | –                   | –                      | –                      | 8                        | 10                     | 8                     | –                    | –                   | 2                     |                      | 6                    | –                     | 3                | –                      | –                    | 8                | 10                  | –                     | –                      | 8                                | –                    | –                    | –                | –                    | –                      | –                      | 1                      | 8                | –                | 120              |
| Pays                 | Russie |                      | 4                   | –                 | –                    | 2                      | 8                     | –                    | –                               | 8                    | –                       | 1                      | –                   | –                     | –                     | –                   | –                      | –                      | –                        | 5                      | 4                     | –                    | –                   | –                     | 1                    | 4                    | –                     | 4                | –                      | 5                    | –                | 4                   | –                     | –                      | 3                                | 6                    | –                    | –                | –                    | 8                      | 5                      | 5                      | –                | –                | 77               |
| Pays                 | France | 3                    | –                   | –                 | 1                    | 7                      | 5                     | 4                    | –                               | 5                    | –                       | –                      | –                   | –                     | –                     | –                   | –                      | –                      | 3                        | –                      | –                     | –                    | –                   | –                     | 12                   | 2                    |                       | –                | 6                      | –                    | –                | 2                   | 1                     | 2                      | –                                | –                    | 4                    | –                | 10                   | –                      | –                      | 2                      | 12               | 1                | 82               |
| Pays                 | Italie | –                    | –                   | –                 |                      | 1                      | –                     | 3                    | –                               | 6                    | 1                       | 3                      | –                   | 7                     | –                     | 6                   | 10                     | –                      | 12                       | 3                      | 1                     | 3                    | –                   | 4                     | 10                   | 7                    | 8                     | 2                | –                      | 3                    | 6                | 12                  | 10                    | 10                     | 4                                | 10                   | 6                    | 5                | 12                   | –                      | 6                      | –                      | 6                | 12               | 189              |
| Pays                 | Suisse | –                    | –                   | –                 | –                    | –                      | –                     | –                    | –                               | –                    | –                       | –                      | 4                   | 10                    | –                     | –                   | –                      | –                      | –                        | –                      | –                     | –                    | –                   |                       | –                    | –                    | –                     | 5                | –                      | –                    | –                | –                   | –                     | –                      | –                                | –                    | –                    | –                | –                    | –                      | –                      | –                      | –                | –                | 19               |
| Pays                 | Royaume-Uni | 4                    | 12                  | –                 | 10                   | 4                      | 3                     | –                    | 1                               | 2                    | 5                       | 2                      | –                   |                       | 3                     | –                   | –                      | –                      | 2                        | –                      | 5                     | 1                    | 6                   | –                     | 2                    | –                    | 1                     | –                | –                      | 2                    | –                | 6                   | 7                     | 3                      | –                                | 3                    | –                    | 6                | –                    | 1                      | –                      | 4                      | –                | 5                | 100              |
| Pays                 | Moldavie | 7                    | –                   | –                 | 8                    | –                      | 7                     | –                    | –                               | –                    | –                       | –                      | 5                   | 8                     | –                     | 5                   | –                      | –                      | –                        | 4                      | 7                     | –                    | –                   | –                     | –                    | 5                    | 4                     | –                | –                      | 7                    | 12               | –                   | –                     | 5                      | –                                | 4                    | –                    | 8                | –                    | –                      | –                      |                        | 1                | –                | 97               |
| Pays                 | Allemagne | –                    | –                   | 7                 | 6                    | –                      | –                     | –                    | 5                               | –                    | –                       | 6                      | –                   | –                     | 8                     | 10                  | 4                      | 6                      | –                        |                        | –                     | 7                    | 3                   | 8                     | 4                    | –                    | 3                     | –                | 1                      | 8                    | –                | –                   | –                     | –                      | –                                | 2                    | 3                    | –                | 3                    | –                      | –                      | –                      | 5                | 8                | 107              |
| Pays                 | Roumanie | –                    | 6                   | 4                 | 12                   | –                      | –                     | –                    | –                               | –                    | –                       | –                      | –                   | –                     | 4                     | 1                   | –                      | –                      | –                        | –                      | 6                     | –                    | 5                   | –                     | –                    | –                    | –                     | –                | –                      | –                    |                  | –                   | –                     | –                      | 1                                | –                    | –                    | 1                | 8                    | 6                      | 1                      | 12                     | 10               | –                | 77               |
| Pays                 | Autriche | –                    | 5                   | 1                 | –                    | –                      | –                     | 1                    | –                               | 3                    | 2                       | –                      | 3                   | 2                     | 1                     |                     | –                      | 4                      | –                        | 12                     | –                     | 5                    | 1                   | 7                     | –                    | 3                    | –                     | –                | 3                      | –                    | –                | –                   | 2                     | –                      | 2                                | –                    | 7                    | –                | –                    | –                      | –                      | –                      | –                | –                | 64               |
| Pays                 | Azerbaïdjan | 12                   | –                   | 6                 | –                    | 8                      | 10                    | 5                    | –                               | –                    | –                       | 8                      | 7                   | –                     | –                     | 8                   | 8                      | 3                      | 10                       | –                      |                       | –                    | 12                  | 1                     | 5                    | 8                    | 6                     | –                | 10                     | 6                    | 10               | 8                   | 12                    | 8                      | 7                                | 8                    | 8                    | –                | –                    | 4                      | 8                      | 10                     | 3                | 2                | 221              |
| Pays                 | Slovénie | 5                    | –                   | 2                 | –                    | 6                      | –                     | –                    | –                               | –                    | 10                      | –                      | 1                   | –                     | 7                     | 3                   | –                      | –                      | 1                        | 1                      | –                     |                      | 2                   | –                     | –                    | –                    | –                     | 10               | 12                     | –                    | 4                | –                   | 3                     | 1                      | 6                                | –                    | 12                   | 2                | –                    | 3                      | 2                      | –                      | –                | 3                | 96               |
| Pays                 | Islande | –                    | –                   | –                 | 5                    | –                      | –                     | 8                    | 8                               | –                    | –                       |                        | –                   | 4                     | 6                     | –                   | –                      | 1                      | –                        | –                      | –                     | –                    | –                   | 10                    | –                    | –                    | –                     | –                | –                      | –                    | –                | –                   | –                     | 4                      | 12                               | –                    | 1                    | –                | 2                    | –                      | –                      | –                      | –                | –                | 61               |
| Pays                 | Espagne | –                    | –                   | –                 | –                    | –                      | –                     | –                    | –                               | –                    | 4                       | –                      | 2                   | 1                     | –                     | –                   | –                      | –                      | –                        | –                      | –                     | 2                    | –                   | 3                     | –                    | –                    | 12                    | –                | –                      | –                    | 5                | 5                   | –                     | 12                     | –                                | –                    | –                    | –                |                      | –                      | 4                      | –                      | –                | –                | 50               |
| Pays                 | Ukraine | 10                   | 8                   | –                 | 7                    | 5                      |                       | –                    | –                               | 12                   | 7                       | –                      | 12                  | –                     | –                     | –                   | 2                      | 2                      | –                        | –                      | 12                    | 6                    | 7                   | –                     | 7                    | 10                   | –                     | 6                | 5                      | 10                   | 2                | 3                   | 4                     | 7                      | –                                | –                    | –                    | –                | –                    | 7                      | –                      | 8                      | –                | –                | 159              |
| Pays                 | Serbie | –                    | –                   | 3                 | 3                    | –                      | –                     | 2                    | 6                               | 1                    | 8                       | –                      | –                   | –                     | –                     | 7                   | 6                      | –                      | 5                        | –                      | –                     | 10                   | –                   | 6                     | –                    | –                    | –                     |                  | 8                      | –                    | –                | 1                   | –                     | –                      | –                                | 5                    | 10                   | –                | 4                    | –                      | –                      | –                      | –                | –                | 85               |
| Pays                 | Géorgie | 6                    | 1                   | –                 | –                    | –                      | 12                    | –                    | –                               | 10                   | –                       | –                      | –                   | –                     | –                     | –                   | 7                      | –                      | 7                        | –                      | 10                    | –                    | 8                   | –                     | 8                    |                      | –                     | –                | –                      | 12                   | –                | –                   | –                     | –                      | 5                                | 12                   | –                    | –                | –                    | 2                      | 3                      | 7                      | –                | –                | 110              |
| Pays                 | Verticalement, le tableau suit l'ordre de passage des candidats. Horizontalement, le tableau suit l'ordre de passage lors du vote. |                      |                     |                   |                      |                        |                       |                      |                                 |                      |                         |                        |                     |                       |                       |                     |                        |                        |                          |                        |                       |                      |                     |                       |                      |                      |                       |                  |                        |                      |                  |                     |                       |                        |                                  |                      |                      |                  |                      |                        |                        |                        |                  |                  |                  |

## Incident

### Problèmes techniques lors de la première demi-finale
La retransmission de la première demi-finale fut perturbée par l'interruption de certaines liaisons entre le système central et les cabines des commentateurs. L'incident débuta vingt minutes après le début du direct, alors que les répétitions s'étaient parfaitement déroulées. Plusieurs chaînes furent affectées par le problème, notamment la RTBF, la SRG SSR (TSR2, SF zwei, RSI La 2 et HD suisse), la BBC, l'ORF, la RTP et le diffuseur hôte, Das Erste. Leurs commentateurs durent fournir leurs explications par le biais de lignes de téléphone fixes ou mobiles. Le lendemain, la production allemande présenta ses excuses et assura que l'incident n'avait affecté que les commentaires et pas les prestations. L'UER estima que cela n'avait eu aucun impact sur les résultats, valida les qualifications de la demi-finale et demanda à la production d'installer un second système de secours pour les deux autres soirées.

## Télédiffuseurs

### Dans les pays participants
| Ordre de vote | Pays               | Télédiffuseur(s)                    | Commentateur(s)                                | Porte-parole                   |
| ------------- | ------------------ | ----------------------------------- | ---------------------------------------------- | ------------------------------ |
| 31            | Albanie            | RTSH                                | Leon Menkshi                                   | Leon Menkshi                   |
| 19            | Allemagne          | ProSieben (1re demi-finale)         | Steven Gätjen                                  | Ina Müller                     |
| 19            | Allemagne          | Das Erste (2e demi-finale & finale) | Peter Urban                                    | Ina Müller                     |
| 19            | Allemagne          | NRD 2                               | Thomas Mohr, Steffi Neu & Tim Frühling         | Ina Müller                     |
| 09            | Arménie            | Arménie 1                           | ?                                              | Lusine Tovmasyan               |
| 15            | Autriche           | ORF eins                            | Andi Knoll                                     | Katharina Bellowitsch          |
| 15            | Autriche           | Hitradio Ö3                         | Martin Blumenau & Benny Hörtnagl               | Katharina Bellowitsch          |
| 20            | Azerbaïdjan        | İTV                                 | Leyla Aliyeva                                  | Safura Alizadeh                |
| 42            | Belgique           | La Une                              | Jean-Pierre Hautier & Jean-Louis Lahaye        | Maureen Louys                  |
| 42            | Belgique           | La Première                         | Éric Russon & Corinne Boulangier               | Maureen Louys                  |
| 42            | Belgique           | Één                                 | André Vermeulen & Sven Pichal                  | Maureen Louys                  |
| 42            | Belgique           | Radio 2                             | Michel Follet & Kristien Maes                  | Maureen Louys                  |
| 29            | Biélorussie        | BTRC                                | ?                                              | Leila Ismailava                |
| 36            | Bosnie-Herzégovine | BHT1                                | Dejan Kukrić                                   | Ivana Vidmar                   |
| 02            | Bulgarie           | BNT                                 | Elena Rosberg & Georgi Kushvaliev              | Maria Ilieva                   |
| 05            | Chypre             | RIK 1                               | Melina Karageorgiou                            | Loukas Hamatsos                |
| 05            | Chypre             | CyBC Radio 2                        | Nathan Morley                                  | Loukas Hamatsos                |
| 28            | Croatie            | HRT TV                              | Duško Čurlić                                   | Nevena Rendeli                 |
| 28            | Croatie            | HRT Radio                           | Branko Uvodić                                  | Nevena Rendeli                 |
| 14            | Danemark           | DR1                                 | Ole Tøpholm                                    | Lise Rønne                     |
| 38            | Espagne            | La 2 (demi-finales)                 | José María Íñigo                               | Elena S. Sánchez               |
| 38            | Espagne            | La 1 (finale)                       | José María Íñigo                               | Elena S. Sánchez               |
| 40            | Estonie            | ETV                                 | Marko Reikop                                   | Piret Järvis                   |
| 40            | Estonie            | Raadio 2                            | ?                                              | Piret Järvis                   |
| 07            | Finlande           | YLE TV2                             | Tarja Närhi & Asko Murtomäki                   | Susan Aho                      |
| 07            | Finlande           | YLE Radio Suomi                     | Sanna Kojo & Jorma Hietamäki                   | Susan Aho                      |
| 26            | France             | France Ô (2e demi-finale)           | Audrey Chauveau & Bruno Berberes               | Cyril Féraud                   |
| 26            | France             | France 3 (finale)                   | Laurent Boyer & Catherine Lara                 | Cyril Féraud                   |
| 26            | France             | France Bleu (finale)                | Fabien Lecœuvre et Serge Poezevara             | Cyril Féraud                   |
| 25            | Géorgie            | GPB                                 | Sopho Altunashvili                             | Sofia Nizharadze               |
| 24            | Grèce              | NET                                 | Maria Kozakou                                  | Lena Aroni                     |
| 34            | Hongrie            | M1                                  | Gábor Gundel Takács                            | Éva Novodomszky                |
| 37            | Irlande            | RTÉ Two (demi-finales)              | ?                                              | Derek Mooney                   |
| 37            | Irlande            | RTÉ One (finale)                    | Marty Whelan                                   | Derek Mooney                   |
| 37            | Irlande            | RTÉ Radio 1                         | Larry Gogan                                    | Derek Mooney                   |
| 11            | Islande            | Sjónvarpið                          | Hrafnhildur Halldórsdóttir                     | Ragnhildur Steinunn Jónsdóttir |
| 39            | Israël             | Aroutz 1                            | pas de commentateur                            | Ofer Nachshon                  |
| 39            | Israël             | Kol Israel                          | Daniel Pe’er                                   | Ofer Nachshon                  |
| 04            | Italie             | Rai 5 (2e demi-finale)              | Raffaella Carrà                                | Raffaella Carrà                |
| 04            | Italie             | Rai 2 (finale)                      | Raffaella Carrà & Bob Sinclar                  | Raffaella Carrà                |
| 43            | Lettonie           | LTV                                 | Walters & Kazha                                | Aisha                          |
| 35            | Lituanie           | LRT                                 | Darius Užkuraitis                              | Giedrius Masalskis             |
| 10            | Macédoine          | MTV 1                               | Eli Tanaskovska                                | Kristina Taleska               |
| 32            | Malte              | PBS                                 | Eileen Montesin                                | Kelly Schembri                 |
| 41            | Moldavie           | Moldova 1                           | Marcel Spătari                                 | Geta Burlacu                   |
| 08            | Norvège            | NRK1                                | Olav Viksmo-Slettan                            | Nadia Hasnaoui                 |
| 03            | Pays-Bas           | Nederland 1                         | Jan Smit & Daniël Dekker                       | Mandy Huydts                   |
| 16            | Pologne            | TVP 1                               | Artur Orzech                                   | Odeta Moro-Figurska            |
| 33            | Portugal           | RTP1                                | Sílvia Alberto                                 | Joana Teles                    |
| 30            | Roumanie           | TVR1                                | Liana Stanciu & Bogdan Pavlică                 | Malvina Cservenschi            |
| 13            | Royaume-Uni        | BBC Three (demi-finales)            | Scott Mills & Sara Cox                         | Alex Jones                     |
| 13            | Royaume-Uni        | BBC One (finale)                    | Graham Norton                                  | Alex Jones                     |
| 13            | Royaume-Uni        | BBC Radio 2                         | Ken Bruce                                      | Alex Jones                     |
| 01            | Russie             | Perviy Kanal                        | Yana Churikova, Yuriy Aksyuta & Kirill Nabutov | Dima Bilan                     |
| 18            | Saint-Marin        | SMRTV                               | Lia Fiorio                                     | Nicola Della Valle             |
| 27            | Serbie             | RTS1                                | Dragan Ilić & Duška Vučinić-Lučić              | Dušica Spasić                  |
| 27            | Serbie             | Radio Belgrade 1                    | Tanja Zeljković                                | Dušica Spasić                  |
| 12            | Slovaquie          | Dvojka (2e demi-finale)             | Roman Bomboš                                   | Mária Pietrová                 |
| 12            | Slovaquie          | Jednotka (1re demi-finale & finale) | Roman Bomboš                                   | Mária Pietrová                 |
| 21            | Slovénie           | SLO2 (demi-finales)                 | Andrej Hofer                                   | Klemen Slakonja                |
| 21            | Slovénie           | SLO1 (finale)                       | Andrej Hofer                                   | Klemen Slakonja                |
| 17            | Suède              | SVT1                                | Hélène Benno & Edward af Sillén                | Danny Saucedo                  |
| 23            | Suisse             | TSR 2                               | Jean-Marc Richard & Nicolas Tanner             | Cécile Bähler                  |
| 23            | Suisse             | SF Zwei                             | Sven Epiney                                    | Cécile Bähler                  |
| 23            | Suisse             | RSI La 2                            | Jonathan Tedesco                               | Cécile Bähler                  |
| 22            | Turquie            | TRT 1                               | Bülend Özveren & Erhan Konuk                   | Ömer Önder                     |
| 22            | Turquie            | TRT Radyo 3                         | ?                                              | Ömer Önder                     |
| 06            | Ukraine            | NTU                                 | Tymur Miroshnychenko & Tetjana Terekhova       | Ruslana                        |
| 06            | Ukraine            | NRU                                 | Olena Zelinchenko                              | Ruslana                        |

### Dans les autres pays
| Pays             | Télédiffuseur(s) | Commentateur(s)         |
| ---------------- | ---------------- | ----------------------- |
| Australie        | SBS              | Julia Zemiro & Sam Pang |
| Groenland        | KNR              | ?                       |
| Îles Féroé       | Kringvarp Føroya | ?                       |
| Nouvelle-Zélande | Stratos          | ?                       |

## Prix Marcel-Bezençon
Les prix Marcel-Bezençon sont remis pour la première fois durant le Concours Eurovision de la chanson 2002 à Tallinn en Estonie pour honorer les meilleures chansons en compétition lors de la finale. Fondés par Christer Björkman (représentant de la Suède lors de l'Eurovision 1992) et Richard Herrey (membre des Herreys et vainqueur suédois du concours 1984), les prix portent le nom du créateur de la compétition annuelle, Marcel Bezençon. Remis tous les ans, ils sont répartis en trois catégories : le prix de la presse attribué par les médias accrédités à la meilleure chanson, le prix de la meilleure performance artistique attribué au meilleur artiste par les commentateurs du concours et, enfin, le prix de la meilleure composition attribué par les auteurs-compositeurs participants aux meilleurs compositeurs de la soirée. En 2011, les candidats récompensés sont:
| Catégorie                                   | Pays     | Artiste(s)     | Chanson   | Place | Points |
| ------------------------------------------- | -------- | -------------- | --------- | ----- | ------ |
| Prix de la meilleure performance artistique | Irlande  | Jedward        | Lipstick  | 8     | 119    |
| Prix de la presse                           | Finlande | Paradise Oskar | Da Da Dam | 21    | 57     |
| Prix de la meilleure composition            | France   | Amaury Vassili | Sognu     | 15    | 82     |